# Alpine und voralpine Wiesen- und Moorlandschaften

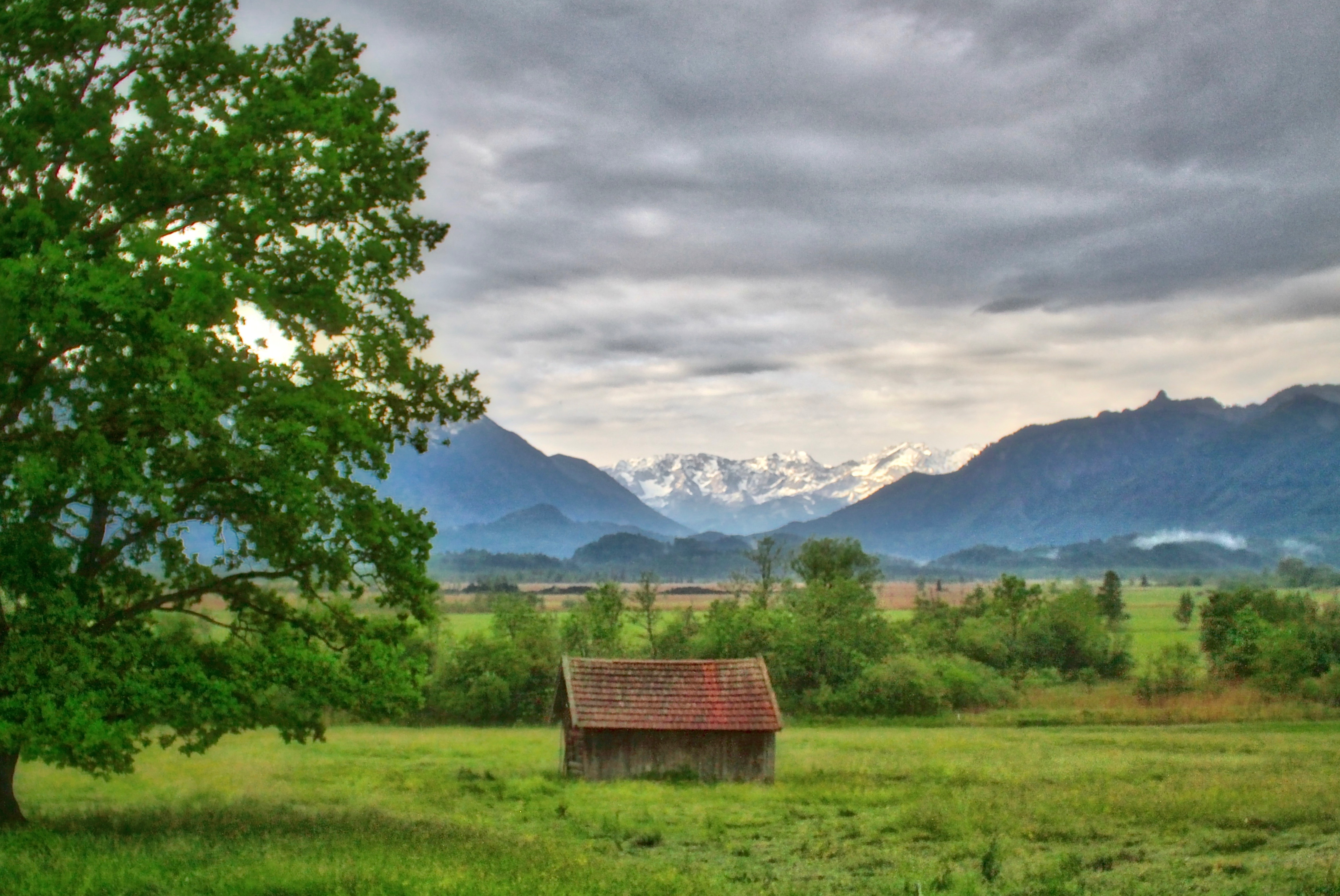
Stadel im Murnauer Moos

Alpine und voralpine Wiesen- und Moorlandschaften ist der Titel eines Vorschlags Deutschlands für das UNESCO-Welterbe. Der Vorschlag umfasst historische Kulturlandschaften im Werdenfelser Land, Ammergau, Staffelseegebiet und Murnauer Moos im Landkreis Garmisch-Partenkirchen.

## Hintergrund
Im Landkreis Garmisch-Partenkirchen haben sich in besonderem Umfang für die Alpen und das Alpenvorland typische traditionelle Formen der Landwirtschaft erhalten.

## Welterbe-Vorschlag
Auf Vorschlag des Landkreises Garmisch-Partenkirchen reichte Bayern 2012 eine serielle Bewerbung von vier Kulturlandschaften um die Aufnahme in die Tentativliste für das UNESCO-Welterbe unter dem Titel Alpine und voralpine Wiesen- und Moorlandschaften (Historische Kulturlandschaften im Werdenfelser Land, Ammergau, Staffelseegebiet und Murnauer Moos) bei der Kultusministerkonferenz ein. Ein von der Kultusministerkonferenz eingesetzter Fachbeirat empfahl, den Vorschlag auf die deutsche Tentativliste zu setzen. Er wies auch darauf hin, dass das Nominierungsgebiet noch exakt zu definieren sei und die Zustimmung der beteiligten Landwirte eingeholt werden müsse. Außerdem regte er einen griffigeren Titel an. Auf den Beschluss der Kultusministerkonferenz vom 12. Juni 2014 wurde der Vorschlag mit unveränderter Bezeichnung (also einschließlich des Klammerzusatzes) im Januar 2015 auf die Tentativliste gesetzt.
Dazu wird unter anderem angeführt:

„Die Wiesenlandschaften im Landkreis Garmisch-Partenkirchen zeichnen sich gegenüber anderen landschaftlich ebenfalls attraktiven Grünlandgebieten am Nordrand der Alpen durch das noch immer eindrucksvolle und landschaftsprägende Vorkommen traditionell bewirtschafteter Wiesen von hoher Biodiversität aus... Wohl einmalig ist die Kombination von traditionell und extensiv genutzten Heuwiesen in Hang- und Tallagen mit der noch sehr großflächigen Streuwiesennutzung in den Mooren und Auen der Alpentäler und des Alpenvorlandes. Hinzu kommt die enge Verzahnung dieser „Wiesenmoore“ mit ungewöhnlich großen naturnah erhaltenen Moorflächen sowie ein großer Vorrat gewissermaßen „fossiler“ Kulturlandschaften in allen Höhenstufen, die noch immer landschaftliche und ökologische Teilfunktionen erfüllen...“

Angestrebt wird eine Eintragung in die Welterbeliste aufgrund des Kriteriums (v).

„(v): Vergleichbare Wiesenlandschaften können nur in Europa und dort im feuchten subatlantischen Klima am Nordrand der Alpen gefunden werden. An vielen ihrer Standorte sind diese Wiesen durch eine verstärkte Landnutzung degradiert oder teilweise urbanisiert. ... Dieser international umfassendste Beleg für die traditionelle Wiesenbewirtschaftung in den deutschen Alpen zeigt die unterschiedlichen Nutzungsgrade in einzigartiger Vollständigkeit und wechselseitiger Abhängigkeit: "Wiesmahder" in fernen, steile Randlagen - blühende Bergwiesen - Mähwiesenkultur - Gemeindelandwiesen in Mooren und Kiesgrubenauen der Bergflüsse - ausgedehnte Sömmerungsweiden in höheren Lagen. ... Die bis heute andauernde extensive Nutzung seit dem Subboreale  (3700-1000 v. Chr.) schuf sehr spezifische Lebensräume mit einer außergewöhnlich hohen Biodiversität. Der Landkreis Garmisch-Partenkirchen ist nicht trotz, sondern wegen der kultivierenden Aktivitäten der Menschheit zum Hotspot der Biodiversität in den gesamten Alpen geworden.“

## Umfang
Der Vorschlag umfasst folgende einzelnen Teilgebiete:
- Bergwiesen und Buckelwiesen im Bereich Werdenfelser Land (Lage)

„Die Mittenwalder Buckelwiesen werden in der Begründung für den Welterbe-Antrag als die die alpenweit und möglicherweise weltweit bedeutendsten Buckelwiesen eingestuft.“

- Feuchtgebiete im Loisachtal (Lage)

„Entlang der Loisach hat sich auf ca. 20 km Länge eine zusammenhängende Wiesenlandschaft in Form artenreicher Nass- und Streuwiesen erhalten.“

- Murnauer Moos und Feuchtgebiete westlich des Staffelsees (Lage)

„Charakteristische Bestandteile der traditionellen Wiesenlandschaften im Murnauer Moos und den Feuchtgebieten westlich des Staffelsees.“

- Bergwiesen und Moorwiesen des Ammertals (Lage)

„Eine Besonderheit des Oberen Ammertals sind insbesondere die ausgedehnten Wiesmahdflächen.“

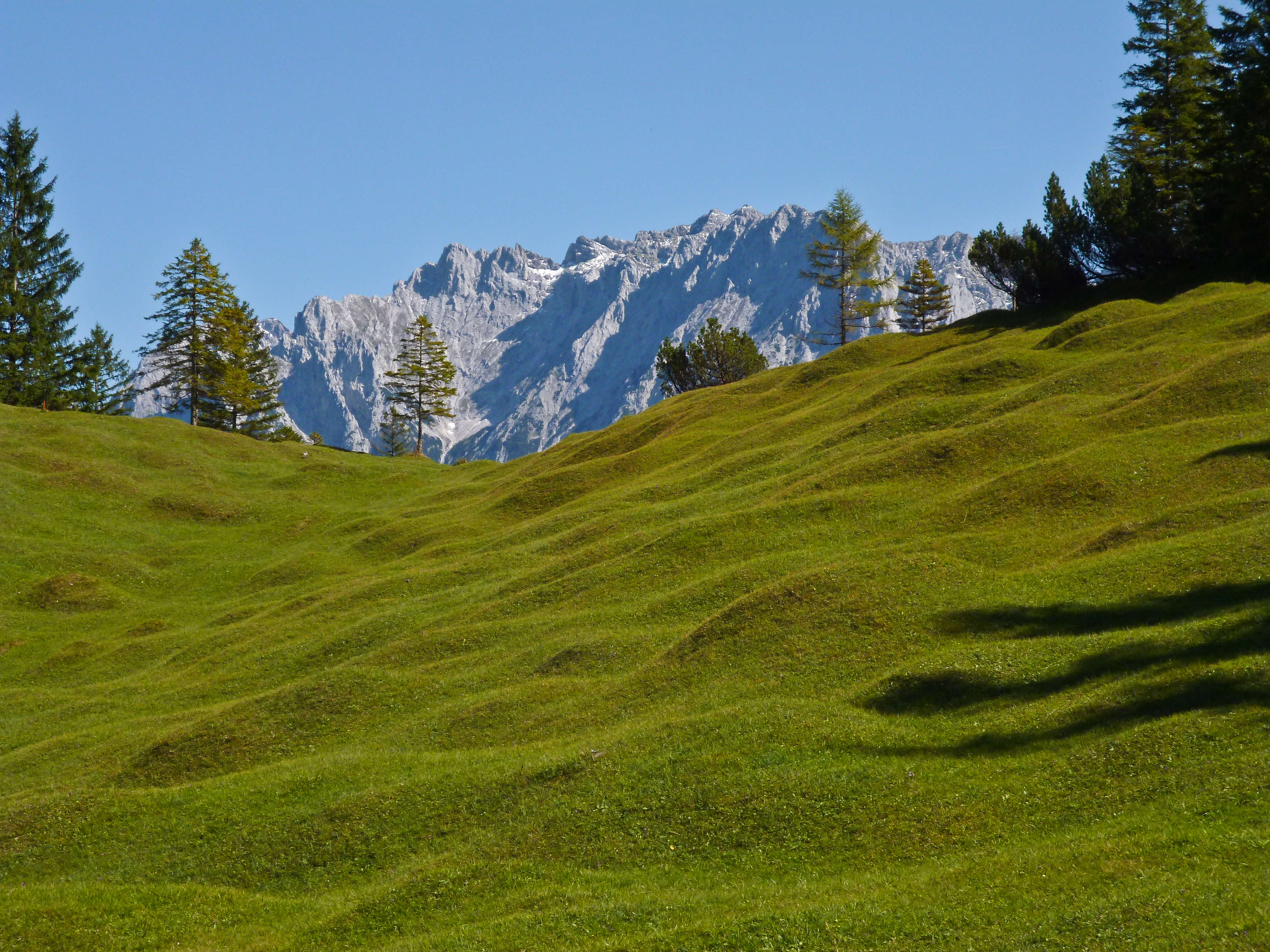
Buckelwiese bei Mittenwald
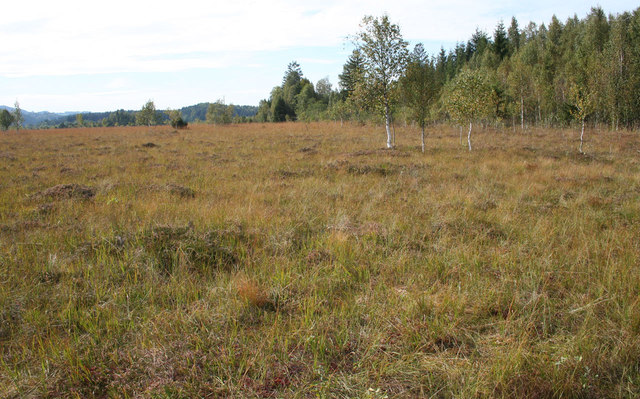
Obernacher Moos
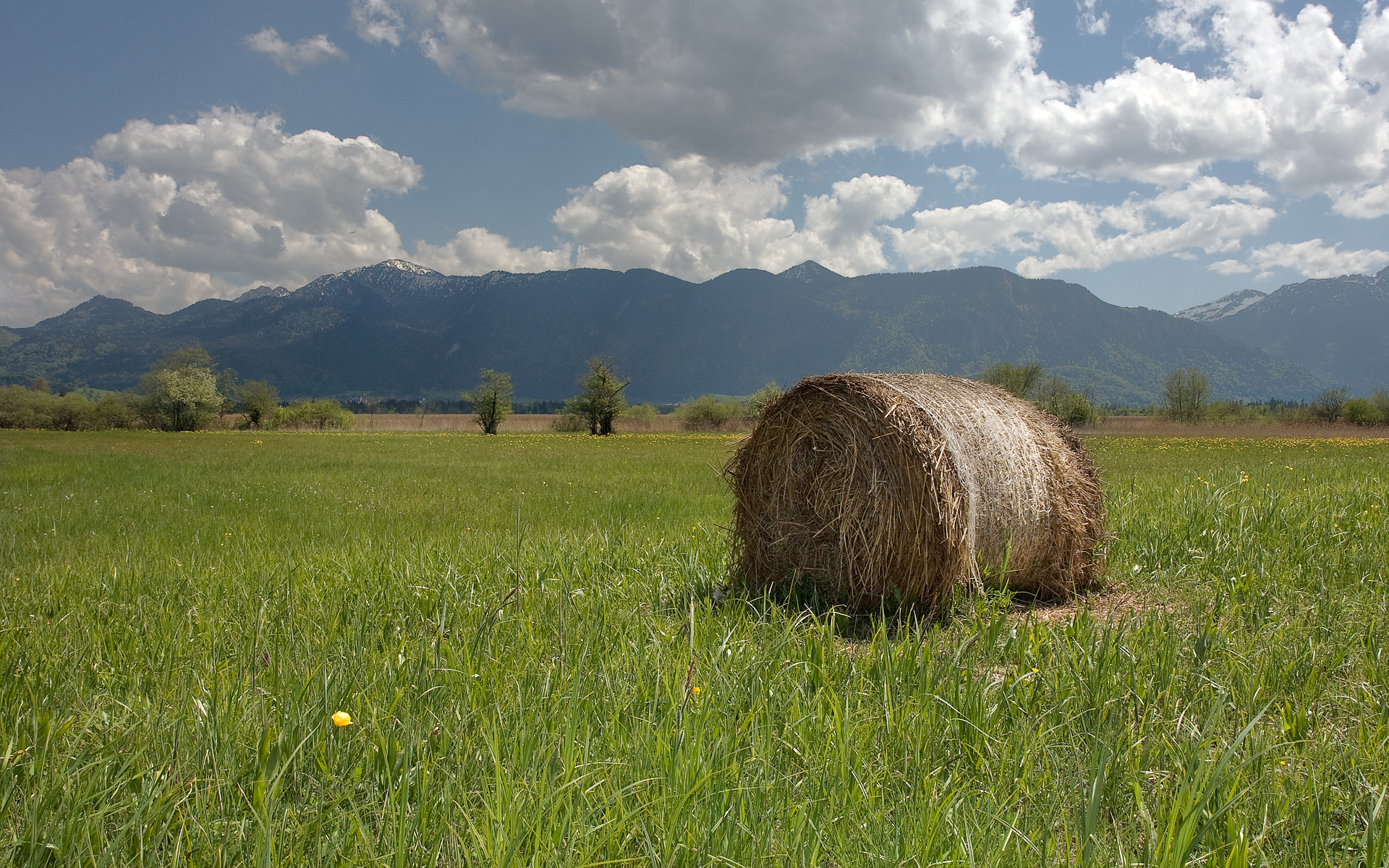
Murnauer Moos
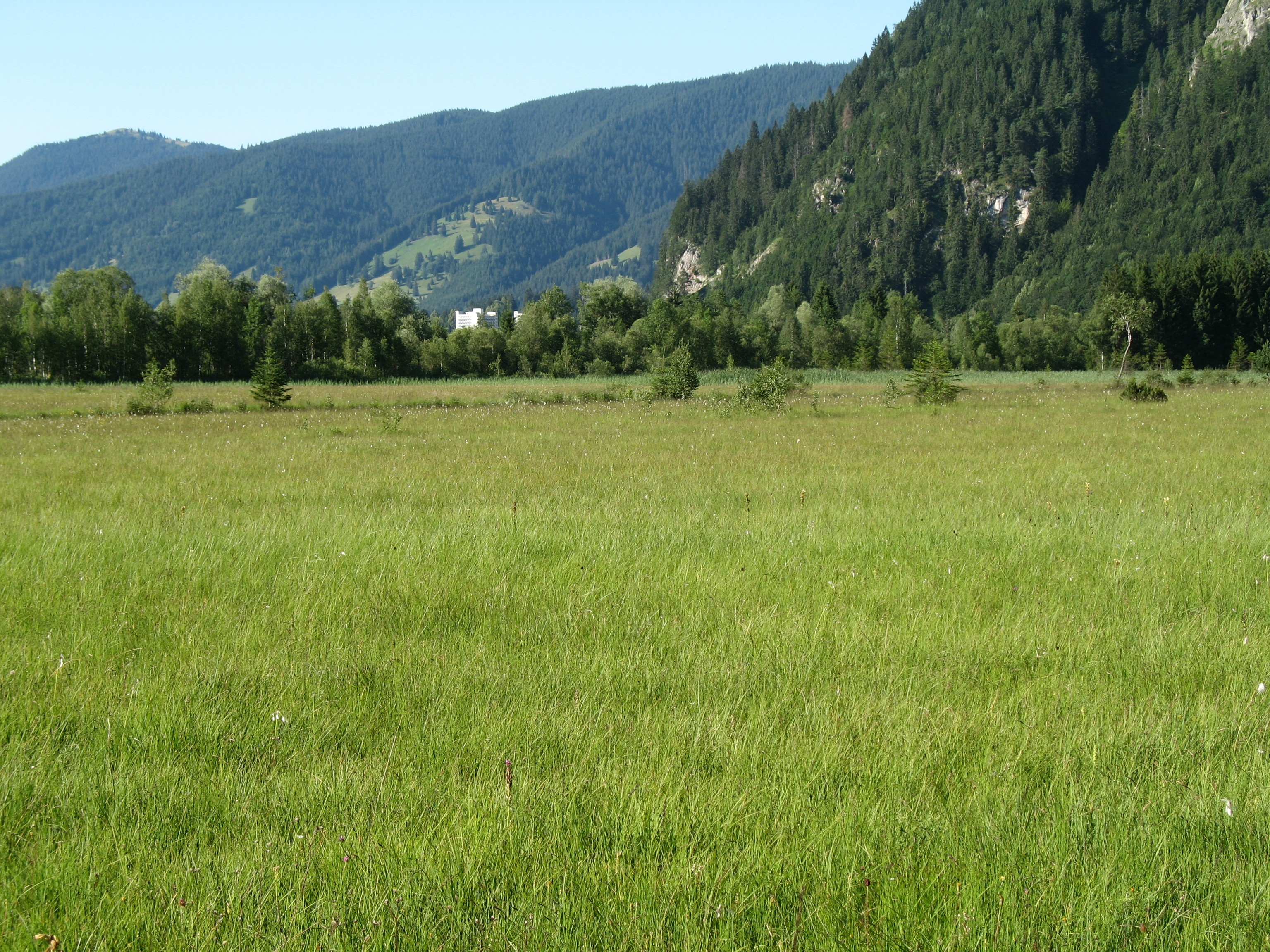
Weidmoos bei Ettal